# Charactopygus betsilea
Charactopygus betsilea är en mångfotingart som först beskrevs av Henri Saussure och Leo Zehntner 1902.  Charactopygus betsilea ingår i släktet Charactopygus och familjen Spirostreptidae. Inga underarter finns listade i Catalogue of Life.